# Charles Knowlton

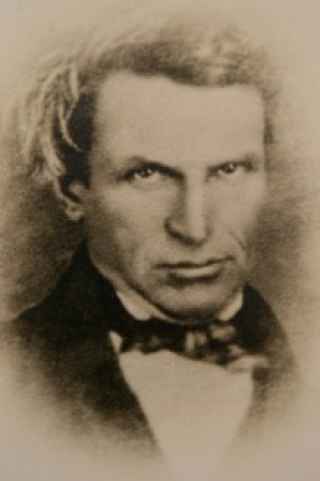
Charles Knowlton

Charles Knowlton (* 10. Mai 1800 in Templeton, Massachusetts; † 20. Februar 1850 in Winchendon, Massachusetts) war ein US-amerikanischer Arzt und Sexualwissenschaftler, der durch sein Buch The Fruits of Philosophy or The Private Companion of Young Married People zu einem Pionier auf dem Gebiet der Geburtenkontrolle wurde.

## Leben
Nach dem Besuch der Academy in New Salem (Massachusetts) studierte er Medizin am Dartmouth College und schloss dieses Studium 1824 mit einem Doktor der Medizin (M.D.) ab. Zu dieser Zeit wurde er zur Verbüßung einer Freiheitsstrafe von 60 Tagen wegen Grabraubes verurteilt, nachdem er einen Leichnam zur illegalen Obduktion ausgegraben hatte, einem damals kontrovers diskutierten, aber aus seiner Sicht notwendigen Teil seiner medizinischen Ausbildung.
Nachdem er 1829 das Buch Elements of Modern Materialism schrieb, veröffentlichte er 1832 das Buch The Fruits of Philosophy or The Private Companion of Young Married People, eine erste zuverlässige Abhandlung zu Tabuthemen wie Geburtenkontrolle, reproduktiver Gesundheit und Spermizidspülungen und dem dazugehörigen damaligen Wissen. Das „in einem keuschen Stil“ geschriebene Pamphlet erschien anonym und führte dazu, dass Knowlton nach der Feststellung seiner Urheberschaft wegen Obszönität angezeigt wurde und eine Geldstrafe von damals beachtlichen 50 US-Dollar zahlen musste. Danach wurde er in einer anderen Stadt zum zweiten Mal angeklagt und, nachdem ihn sein später von ihm als inkompetent bezeichneter Rechtsanwalt überredete, sich schuldig zu bekennen, zu drei Monaten Zwangsarbeit verurteilt.
Nach seiner Entlassung wurde eine zweite Auflage von The Fruits of Philosophy von seinem Freund, dem Freidenker und Theologen Abner Kneeland, veröffentlicht, wobei diesmal Knowltons Name auf dem Bucheinband erschien sowie mit einem weiteren Kapitel, das er während seiner Inhaftierung verfasst hatte. Nachdem eine dritte Auflage erschienen war, wurde erneut gegen ihn Anklage erhoben, wobei zwei Prozesse mit sogenannten „hung juries“ endeten, da die Geschworenengerichte sich nicht auf eine Verurteilung einigen konnten. In der vierten Auflage riet Knowlton, dass Frauen ihrem eigenen Sexualtrieb vor dem siebzehnten Lebensjahr widerstehen sollten. Die Prozesse führten letztlich dazu, dass The Fruits of Philosophy landesweit Bekanntheit erreichte und in den USA mehr als eine Million Exemplare verkauft wurden.
Als das Buch in 1877 Großbritannien von Charles Bradlaugh und Annie Besant nachgedruckt wurde, kam es zu einem in der Presse ausführlich behandelten, drei Jahre währenden Prozess. Dieses Presseecho sorgte für eine weite Verbreitung der Schrift. Die Daily News bemerkte 1877: „Aus einigen hundert Käufern im Laufe vieler Jahre sind mehr als hunderttausend Käufer binnen weniger Wochen geworden.“ Tatsächlich wurden während der Dauer des Verfahrens 200.000 Exemplare verkauft.
Sogar die sinkende Geburtenziffer in Großbritannien wurde mit dem Buch in Verbindung gebracht.

## Hintergrundliteratur
- S. Chandrasekhar: Reproductive Physiology and Birth Control: The Writings of Charles Knowlton and Annie Besant. New Brunswick, NJ: Transaction Publishers. 2002.[3]